# Rentador públic (Castelló d'Empúries)
Rentador públic és un safareig del municipi de Castelló d'Empúries (Alt Empordà) protegit com a bé cultural d'interès local.

## Descripció
Situat al paratge conegut com el Pla de Sant Francesc, fora del nucli emmurallat de Castelló, seguint el cabal del Rec del Molí, després de passar per la Farinera (actual Ecomuseu).
De planta més o menys triangular, el conjunt té forma d'atri porticat amb un gran safareig central. La galeria que circula al voltant del rentador pròpiament dit, està coberta per teulada a una sola vessant, de teula àrab, sustentada per un embigat de cairats i llates de fusta. Aquesta coberta es recolza damunt d'una sèrie de columnes toscanes de base cilíndrica, amb fust llis i capitell dòric, que s'assenten damunt del rentador. Els murs que delimiten el recinte i donen accés a l'interior del porxo, estan bastits mitjançant una successió d'arcs de mig punt sustentats per pilars de planta quadrada i bastits amb maó vist. Per sobre del nivell del porxo, estan rematats per un mur sèrie de pilars rectangulars, a manera de merlets. Al bell mig del safareig destaca el brollador, a manera de font.

## Història
El safareig públic de Castelló d'Empúries fou construït l'any 1863, però incorpora elements de l'antic convent de Sant Francesc, edificat l'any 1264 prop d'aquesta zona, i que perdurà fins a l'any 1835. El 1843, el convent de Sant Francesc ja estava totalment enrunat.
Amb la desamortització de Mendizábal, iniciada l'any 1836, la família Delhom de Castelló va comprar el solar, amb l'hort i les ruïnes del convent, obtinguent així tots els drets i les accions sobre la part de les parets del convent i de l'església.
Tot indica que les columnes toscanes documentades al rentador devien formar part del claustre de l'antic convent dels franciscans (segles XVI-XVII).